# Godziny nadziei
Godziny nadziei – polski dramat wojenny z 1955 roku w reżyserii Jana Rybkowskiego. Ekranizacja powieści powieści Jerzego Pomianowskiego pt. Koniec i początek z 1955 roku.

## Opis fabuły
Ostanie dni II wojny światowej. W małym miasteczku na Ziemiach Zachodnich znajduje się polski szpital polowy i nieduży oddział LWP pod dowództwem kpt. Walka oraz cała masa byłych więźniów obozów koncentracyjnych, robotników przymusowych, a nawet żołnierzy państw zachodnich i polskich żołnierzy września 1939 oswobodzonych z jenieckich obozów. Nieoczekiwanie miasteczko zostaje zaatakowane przez doborowe oddziały Waffen-SS usiłujące przedrzeć się na Zachód. Kpt. Walek, po mimo beznadziejnej z pozoru sytuacji, postanawia bronić miasteczka, aż do momentu ewakuacji szpitala i ludności cywilnej. O ostatecznym wyniku batalii przesądza przybycie z odsieczą radzieckich oddziałów pancernych.  

## Obsada aktorska
- Zbigniew Józefowicz − kapitan Walek, komendant szpitala
- Krystyna Kamieńska − doktor Anna
- Stanisław Mikulski − porucznik Jan Basior
- Jadwiga Chojnacka − siostra Margiel
- Bronisław Pawlik − fryzjer Szczeżuja
- Zofia Mrozowska − aktorka z teatru polowego
- Bohdan Ejmont − lotnik Pietia
- Anna Ciepielewska − Giannina
- Janina Jabłonowska – robotnica
- Bohdan Ejmont – lotnik Pietia
- Stefan Rydel – sturmführer von Lyx
- Stanisław Milski – Nagel, pułkownik SS
- Jerzy Kaliszewski – major Woynicz
- Leon Niemczyk – oficer amerykański
- Janusz Jaroń – oficer sztabowy
- Jerzy Kawka – scharführer Schkoppeck
- Kazimierz Szubert – Kurak
- Eugeniusz Solarski – rybak
- Halina Kuźniakówna – pielęgniarka Frania
- Zdzisław Lubelski – handlarz
- Adam Mularczyk – stary Włoch
- Józef Kostecki – ranny aktor
- Cezary Julski – kapo
- Aleksander Gąssowski – dyrektor teatru frontowego
- Kazimierz Wichniarz – sierżant Tomala
- Władysław Głąbik – żołnierz Grześ Gawra
- Jerzy Kaczmarek – Niemiec, pacjent kapitana Walka
- Andrzej Kozak – chłopak chcący dostać się do wojska
- Gustaw Lutkiewicz – Sajewicz
- Wiesław Michnikowski – chłopiec w pasiaku
- Tadeusz Somogi – aktor z teatru polowego
- Aleksander Sewruk – górnik Dosiad
- Jarema Stępowski – handlarz
- Jerzy Szpunar – telefonista

W epizodach wystąpili również studenci PWST w Krakowie, Warszawie i Łodzi – w późniejszych latach znani polscy aktorzy lub reżyserzy (Checiński). Dla wielu z nich udział w filmie był debiutem. Byli to m.in.: Bogusz Bilewski, Sylwester Chęciński, Anna Ciepielewska, Mieczysław Czechowicz, Ryszard Filipski, Mieczysław Gajda, Barbara Horawianka, Mieczysław Kalenik, Jan Kobuszewski, Zdzisław Kuźniar, Zygmunt Listkiewicz, Stanisław Michalski, Stanisław Niwiński, Ludwik Paczyński, Ludwik Pak. Na planie jako statyści znaleźli się również studenci krakowskiej ASP. "Gdyby nie młodzież ze szkół aktorskich, nigdy byśmy tego filmu nie nakręcili" – twierdzili zgodnie reżyser Jan Rybkowski i kierownik produkcji Zygmunt Szyndler. 

## Realizacja
Jak pisał w roku premiery na łamach tygodnika Film Zbigniew Pitera, obraz był bardzo trudnym i skomplikowanym w realizacji. Złożyło się na to blisko 80 aktorów i kilkuset statystów, mnogość scen zbiorowych, dynamika akcji, dramaturgia scen.

## Odbiór
Film, mający swoją premierę w szczytowym okresie stalinizmu w Polsce, został dobrze przyjęty przez krytyków, jako "niewątpliwy wkład naszej kinematografii w dzieło pokoju, a zarazem w dzieło obrony kraju i wolności naszego obozu i całego świata". Bez akcentów ideologicznych chwalono, precyzyjną reżyserię, zdjęcia i scenariusz oraz muzykę. Film spodobał się również widzom. W 1955 roku z widownią blisko 3,8 mln. widzów znalazł się na piątym miejscu najchętniej oglądanych filmów w kinach polskich i na drugim (po Sprawa do załatwienia) pośród filmów produkcji krajowej. Godziny nadziei były kilkakrotnie emitowane w TVP w okresie istnienia PRL-u, ale również i później (np. z cyklu Akademii Polskiego Filmu), również w niepublicznych stacjach (Kino Polska). Również przykuwał uwagę krytyków. Po kilkudziesięciu latach od premiery, już w innych realiach ustrojowych, chociaż  piętnowano jego wymowę ideologiczną, wciąż chwalono walory warsztatowe filmu, świadczące o dużej wyobraźni reżysera i jego zrozumieniu natury kina. Stawiano jako rzadki przykład (w kinie polskim) udanego przyswojenia lekcji włoskiego neorealizmu. "Banalny temat wojenny z historią miłosną został opowiedziany w sposób daleki od norm socrealistycznej estetyki, ekspresyjnymi kadrami, które w równym stopniu szokowały naturalizmem, co zaskakiwały malarskim symbolizmem. Niedocenione arcydzieło epoki." – pisał po latach Jan Słodowski. 
W 2008 roku film został wydany na DVD.

## Nagrody
Państwowa Nagroda Artystyczna II stopnia (zespołowa) dla Jana Rybkowskiego (za reżyserię), Jerzego Pomianowskiego (za scenariusz) i Władysława Forberta (za zdjęcia). 

## Plenery
Zdjęcia do filmu kręcono w Łagowie i okolicach. 
Łagów i okolice – miejsca, które można zobaczyć w filmie

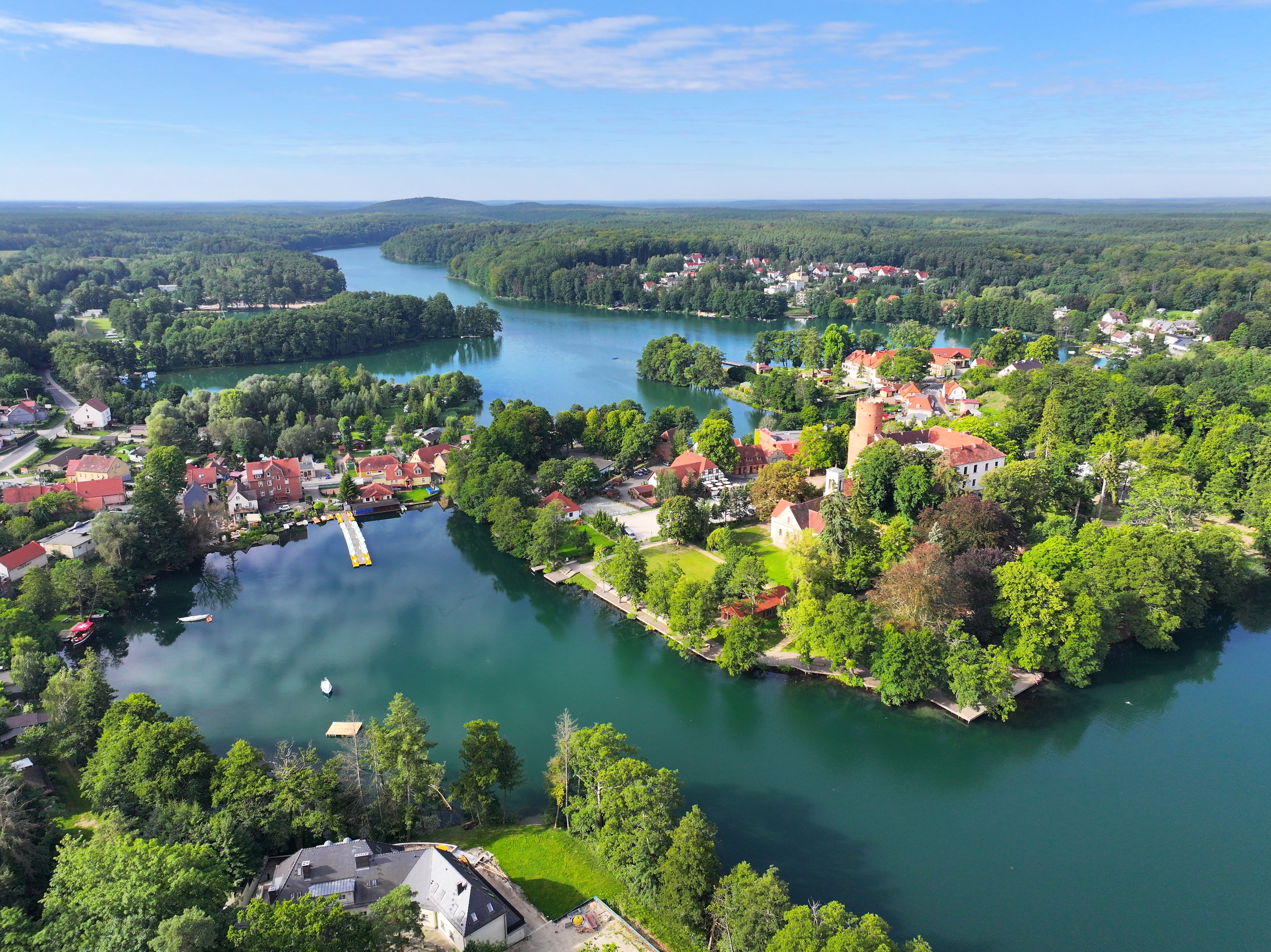
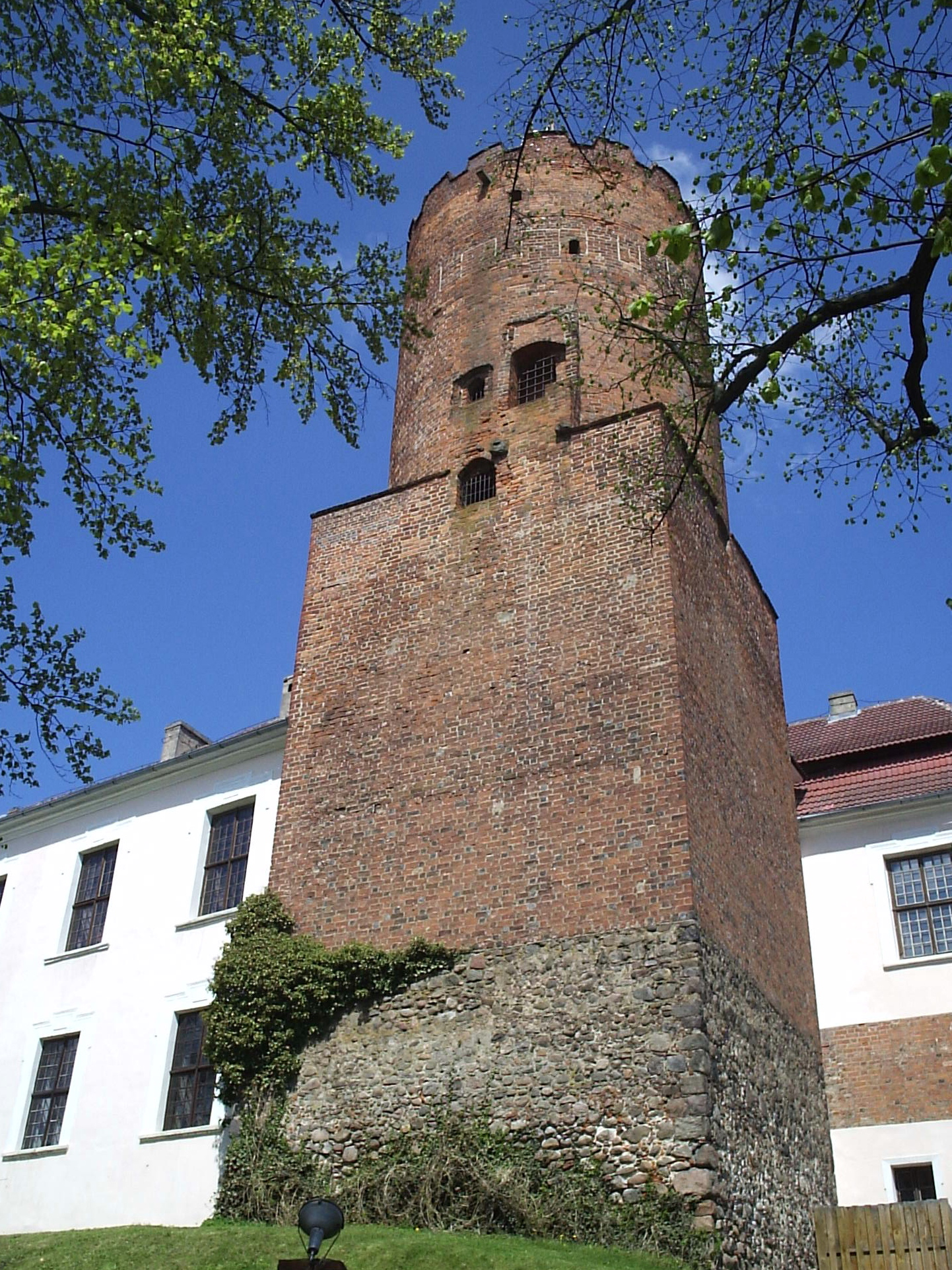
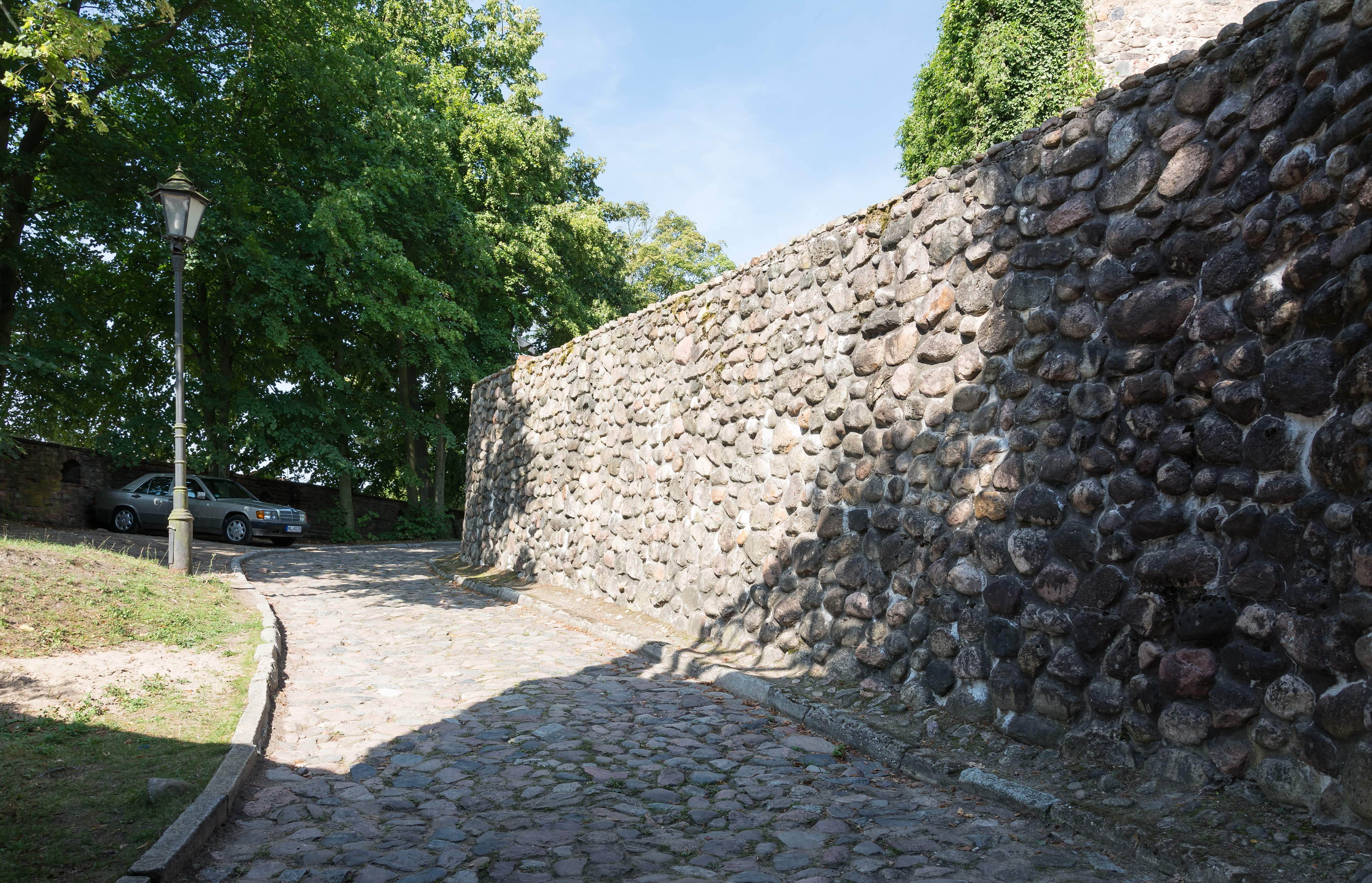
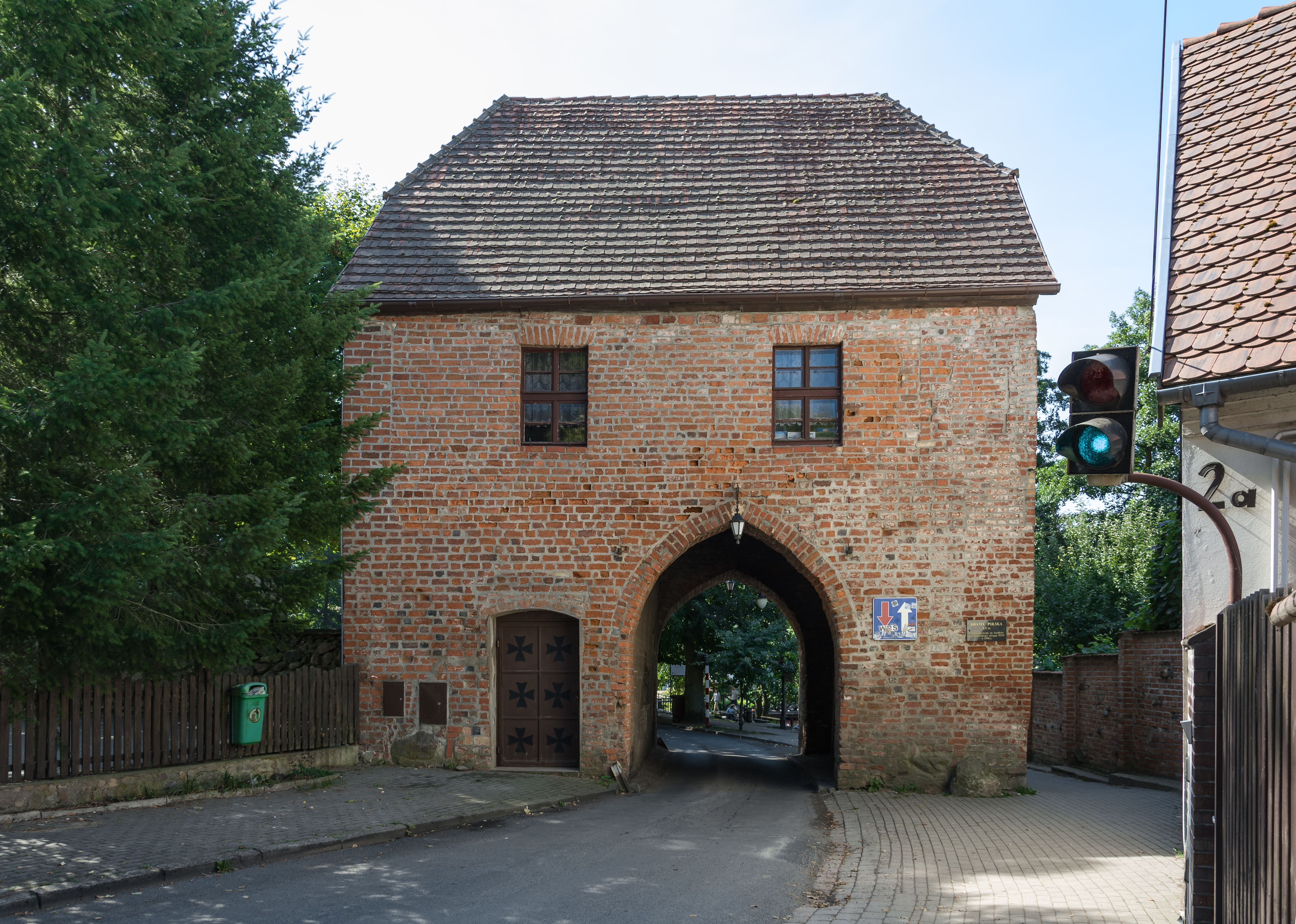
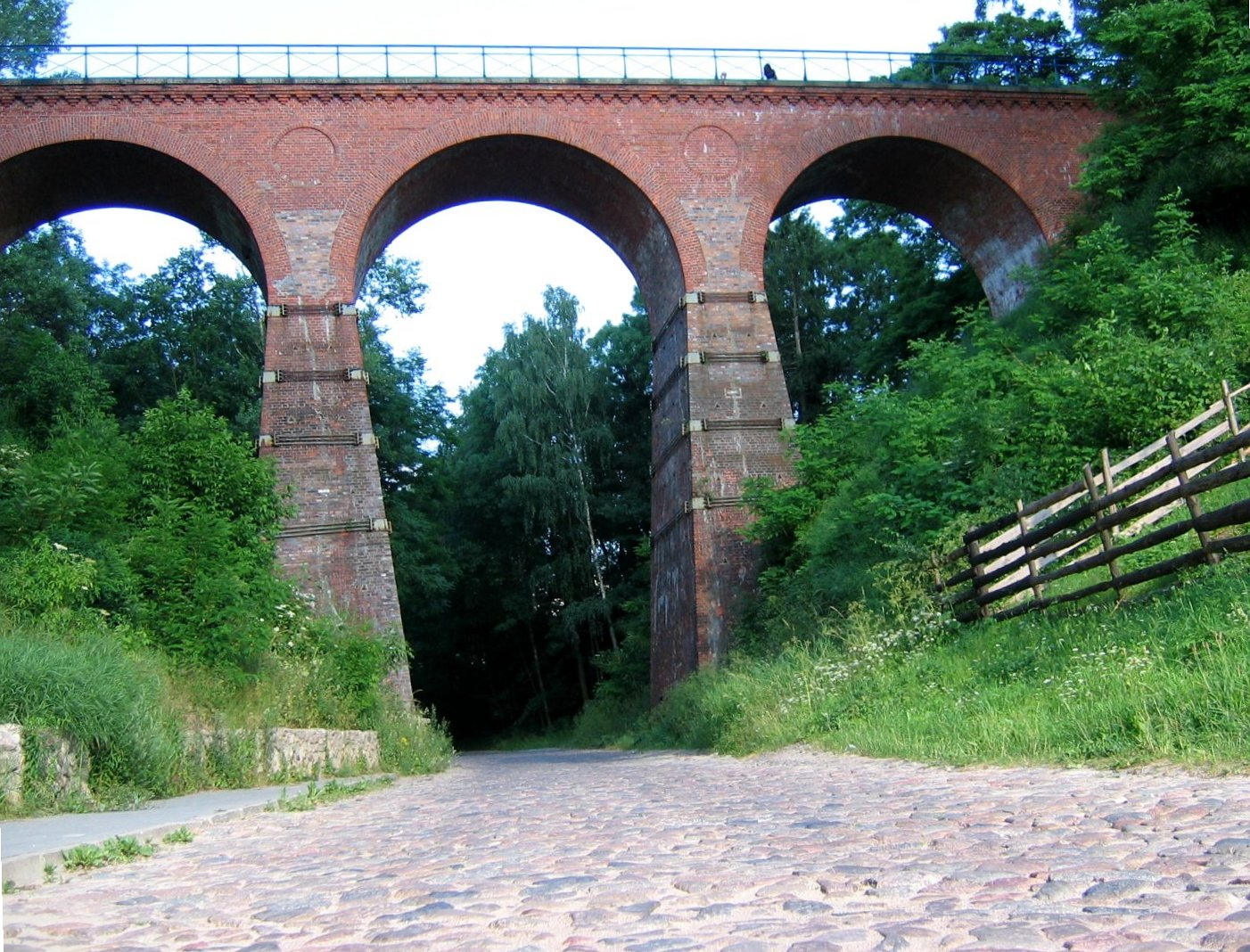